# Joseph Knight
Joseph Knight (c. 1777 - 27 de julio de 1855) fue un botánico y taxónomo inglés.
Fue jardinero del comerciante y político George Hibbert, que tenía un jardín en Clapham lleno de plantas procedentes del mundo. Knight desarrolló una experiencia particular en la familia Proteaceae de África.

## Algunas publicaciones
- Joseph Knight's Cultivation of the plants belonging to the natural order Proteēae, London 1809: facsimile reprint, v. 1 de Horticultural essays. Reimpreso de Tablecloth Press, 127 pp. ISBN 0620106069, ISBN 9780620106061

- La abreviatura «Knight» se emplea para indicar a Joseph Knight como autoridad en la descripción y clasificación científica de los vegetales.[3]